# Tiptonville
Tiptonville ist eine Town in und Verwaltungssitz des Lake County im Nordwesten des US-amerikanischen Bundesstaates Tennessee. Das U.S. Census Bureau hat bei der Volkszählung 2020 eine Einwohnerzahl von 3.976 ermittelt. Die 1857 gegründete Stadt liegt zwischen dem Mississippi und dem Reelfoot Lake. 
Tiptonville ist der Geburtsort des Musikers Carl Perkins und des früheren Commandant of the Marine Corps Clifton B. Cates.
Im Amerikanischen Bürgerkrieg war die Stadt 1862 Schauplatz der Niederlage der konföderierten Truppen in der Battle of Island Number Ten. Drei Meilen nördlich von Tiptonville, an der State Route 22, steht heute ein Denkmal für diese Schlacht, während die damals umkämpfte Insel durch die Erosion des Mississippi mittlerweile vollständig verschwunden ist.

## Geografie

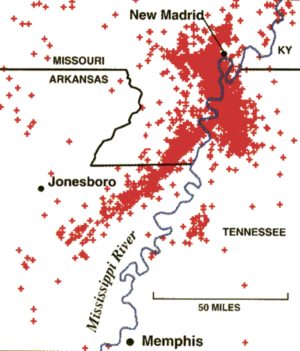
Erdbeben in der Region um Tiptonville seit 1974

Tiptonville liegt auf 36° 22′ 39″ nördlicher Breite und 89° 28′ 34″ westlicher Länge auf einer kleinen Erhebung, die als Tiptonville Dome bekannt ist. Diese liegt inmitten der New Madrid Seismic Zone, die durch das New-Madrid-Erdbeben von 1811 bekannt wurde. Die Stadtfläche beträgt 3,7 km².

## Demografie
Bei der Volkszählung im Jahre 2000 wurde eine Einwohnerzahl von 2.439 ermittelt. Diese verteilten sich auf 918 Haushalte in 570 Familien. Die Bevölkerungsdichte lag bei 658,5//km². Es gab 992 Gebäude, was einer Dichte von 267,8/km² entspricht.
Die Bevölkerung bestand im Jahre 2000 aus 62,57 % Weißen, 36,16 % Afroamerikanern, 0,33 % Indianern, 0,08 % Asiaten und 0,12 % anderen. 0,74 % gaben an, von mindestens zwei dieser Gruppen abzustammen. 0,82 % der Bevölkerung bestand aus Hispanics, die verschiedenen der genannten Gruppen angehörten.
20,7 % waren unter 18 Jahren, 9,4 % zwischen 18 und 24, 28,3 % von 25 bis 44, 23,2 % von 45 bis 64 und 18,4 % 65 und älter. Das durchschnittliche Alter lag bei 40 Jahren. Auf 100 Frauen kamen statistisch 102,7 Männer, bei den über 18-Jährigen 103,9.
Das durchschnittliche Einkommen lag bei $ 19.475, das durchschnittliche Familieneinkommen bei $ 24.929. Das Einkommen der Männer lag durchschnittlich bei $ 25.089, das der Frauen bei $ 18.333. Das Pro-Kopf-Einkommen betrug $ 11.843. Rund 21,1 % der Familien und 26,5 % der Gesamtbevölkerung lagen mit ihrem Einkommen unter der Armutsgrenze.